# Айтбаев, Салихитдин Абдысадыкович
Салихитдин Абдысадыкович Айтбаев (каз. Салихитдин Әбдісадықұлы Айтбаев; 15 февраля 1938, Кызылорда, Казахская ССР, СССР — 29 сентября 1994, Алматы, Республика Казахстан) — казахский советский художник и график. Лауреат премии Ленинского комсомола (1966). Заслуженный деятель искусств Казахской ССР (1988).

## Биография
Родился в 1938 году в Кызылорде, а позже переехал в Алма-Ату, где поступил в художественное училище им. Гоголя. К моменту окончания учебы в 1961 году Айтбаев имел за плечами пять лет самостоятельной работы, участвовал в республиканских и всесоюзных выставках. Среди его преподавателей были живописцы Уки Ажиев и Молдахмет Кенбаев.
В 1969—71 годах преподавал в художественном училище.

## Творчество

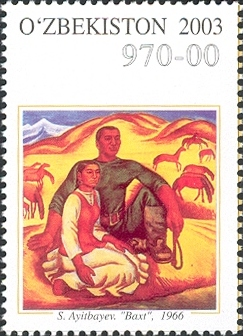
C.Айтбаев. «Счастье». На почтовой марке Узбекистана, 2003

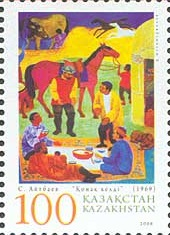
С. Айтбаев. «Гость пришёл». На почтовой марке Казахстана, 2008

В 1966 году в Москве на «Манеже» открылась Всесоюзная выставка молодых художников, в которой приняли участие и казахстанские художники. Она стала основной точкой отсчета в формировании современного искусства Казахстана. Настоящим открытием и ярким образцом казахского творчества стала картина «Счастье» казахстанского живописца, графика и негласного лидера группы художников-шестидесятников Салихитдина Айтбаева.
Полотна «Счастье» (каз. «Бақыт», 1966), «Молодые казахи» (каз. «Жас қазақтар», 1968), «Гость пришёл» (каз. «Қонақ қелді», 1969) были наполнены духом казахской национальной традиции. Но большое влияние на формирование стиля художника (и всей группы шестидесятников) оказали пост-импрессионисты — в частности, мексиканцы Диего Ривера и Альфаро Сикейрос. Он был признанным последователем Сезанна.
Такие картины Айтбаева, как «Отдых чабанов» (каз. «Шопандар демалысы», 1962), «Мальчик с верблюжонком», «Встреча пастуха», «Целина, За обедом», «Юрта», «Жеребец», «Девочка у юрты» (1974) стали ярким примером его сельских пристрастий. В 1966 году за серию картин «Моя Родина» художник стал лауреатом премии Ленинского комсомола.
Произведения Айтбаева портретного жанра «Портрет Ануара Алимжанова» (1970), «Портрет старика» (1971), «Мать» (каз. «Ана», 1973), «Отец» (каз. «Әке»), «Чабан» (каз. «Шопан», 1974), «Дед и внуки» (1974), «Портрет сестры Курлан», «Женщина в красном», «Портрет Е. Мергенова» (1987), «Абай» (1994) отмечены высоким мастерством.
Помимо живописи Айтбаев также занимался иллюстрацией и сотрудничал с прославленными казахстанскими литераторами. Он оформлял сборники стихов Олжаса Сулейменова «Глиняная книга», «Солнечные ночи», «Год Обезьяны», трёхтомное издание «Казахских народных сказок» и другие.
Галерея «Инкар» провела в мае 1994 года последнюю прижизненную выставку Салихитдина Айтбаева. Сейчас картины Айтбаева хранятся в Государственном музее искусств Казахстана им. А. Кастеева (Алма-Ата).

### На русском языке
- Ганкина Э. Художник в современной детской книге: Очерки. — Сов. художник, 1977. — 215 с.
- Айтбаев, Салихитдин Абдисадыкулы // Казахстан. Национальная энциклопедия. — Алматы: Қазақ энциклопедиясы, 2004. — Т. I. — ISBN 9965-9389-9-7. (CC BY-SA 3.0)

### На казахском языке
- Қазақ мәдениеті. Энциклопедиялық анықтамалық. — Алматы: «Аруна Ltd.» ЖШС, 2005. — ISBN 9965-26-095-8.

При написании этой статьи использовался материал из издания «Казахстан. Национальная энциклопедия» (1998—2007), предоставленного редакцией «Қазақ энциклопедиясы» по лицензии Creative Commons BY-SA 3.0 Unported.